# تنغ نخل
تنغ نخل (بالفارسية: تنگ نخل) هي قرية تقع في قسم آبدان الريفي (مقاطعة دير) في إيران. يقدر عدد سكانها بـ 18 نسمة .